# Scott Minto
Scott Christopher Minto (Bromborough, 6 augustus 1971) is een Engels voormalig betaald voetballer die als linkervleugelverdediger speelde. Hij speelde voor Charlton Athletic, Chelsea, Benfica en West Ham United gedurende zijn carrière. Hij beëindigde zijn loopbaan in 2006 als speler van Rotherham United.
Na zijn spelerscarrière werd hij voetbalanalist voor Sky Sports, waarvoor hij de wedstrijden uit de EFL presenteert en omkadert.

## Clubcarrière

### Charlton Athletic
Minto brak door als verdediger van Charlton Athletic, waarvoor hij — met ingang van 1989 — 180 optredens maakte in de Second- en First Division. Hij scoorde zeven doelpunten in de loondienst van Charlton Athletic en zijn defensieve prestaties leverden hem een transfer op naar toenmalig Premier League-middenmoter Chelsea in 1994.

### Chelsea
Met Chelsea pakte Minto met de FA Cup van 1997 zijn enige prijs als profvoetballer. Het was bovendien de eerste beker voor Chelsea na 27 jaar droogte. Chelsea versloeg Middlesbrough in de finale met 2-0 na doelpunten van Eddie Newton en Roberto Di Matteo. Hij mocht van trainer Ruud Gullit de volledige wedstrijd spelen.

### SL Benfica
Na afloop van het seizoen 1996/1997 verhuisde Minto naar het Portugese SL Benfica. Zijn landgenoten Michael Thomas en Gary Charles, die wegens zijn blessures nauwelijks speelde, vervoegden Minto in 1999 — Thomas kwam over van Liverpool en Charles maakte de overstap van Aston Villa. Minto speelde zelf 31 competitiewedstrijden voor Benfica, zonder te scoren.

### West Ham United
Na twee seizoenen Portugal keerde hij terug naar Engeland en tekende bij West Ham United, waar trainer Harry Redknapp de touwtjes in handen had. Minto was er nooit uitgesproken basisspeler en kwam tot 51 competitieduels in vier jaar bij de club.

### Rotherham United
Minto beëindigde zijn professionele loopbaan bij Rotherham United, waarvoor hij 52 duels afwerkte tussen 2003 en 2006.

## Interlandcarrière
Minto was Engels belofteninternational en maakte zes optredens.

## Erelijst
| Competitie |         |         |
| Competitie | Aantal  | Jaren   |
| Chelsea    | Chelsea | Chelsea |
| ---------- | ------- | ------- |
| FA Cup     | 1×      | 1996/97 |